# Циклоспорин
Циклоспорин (англ. Ciclosporin, лат. Ciclosporinum) — природний лікарський препарат, який за своєю хімічною будовою є поліпептидом, та застосовується перорально, внутрішньовенно та місцево (у вигляді очної емульсії).

## Історія
Циклоспорин уперше виділений у 1969 році з продуктів життєдіяльності грибка Tolypocladium inflatum у Норвегії Гансом Петером Фреєм. Уперше імуносупресивні властивості нового препарату виявлені у дослідженнях у лабораторії швейцарської компанії «Sandoz» (яка натепер входить до складу компанії «Novartis») у 1972 році групою дослідників під керівництвом Гартмана Штегеліна. Ефективність циклоспорину для профілактики реакції відторгнення трансплантату показані при трансплантації нирки у дослідженнях у Кембриджському університеті, а при трансплантації печінки Томасом Старлзом у клініці університету Піттсбурга. Випуск циклоспорину уперше розпочала компанія «Sandoz» під торговою маркою «Сандімун», і він застосовується у клінічній практиці з 1983 року.

## Фармакологічні властивості
Циклоспорин — природний лікарський засіб, який отримується з продуктів життєдіяльності Tolypocladium inflatum, та за своєю хімічною будовою є поліпептидом. Циклоспорин має кілька різновидів — А, В, С, F, D, H та G, які розрізняються між собою по групі СН2 в боковому ланцюжку, найбільшою імунологічною активністю з яких володіє циклоспорин А. Механізм дії препарату полягає в інгібуванні активації кальциневрину T-лімфоцитів, що призводить до гальмування активації Т-лімфоцитів, попередження антиген-залежного вивільнення лімфокінів, переважно інтерлейкіну-2, а також інтерлейкіну-1, інтерлейкіну-3 та інтерферонів. Пригнічення вивільнення інтерлейкіну-2 призводить до гальмування клітинного імунітету, спричиненому інгібуванням диференціації Т-лімфоцитів-хелперів, та інгібування реакції відторгнення трансплантату. На відміну від цитостатиків, циклоспорин не руйнує імунні клітини, а лише пригнічує вивільнення інтерлейкіну-2, що дозволяє з більшою ефективністю застосовувати препарат при трансплантації органів, а також створює можливість застосування циклоспорину для лікування автоімунних захворювань. Перевагою циклоспорину є також це, що він не руйнує імунні клітини, та дія його на лімфоцити є зворотньою. Циклоспорин застосовується для профілактики реакції відторгнення трансплантату при трансплантаціях нирки, печінки та серця, а також для профілактики реакції «трансплантат проти господаря» при трансплантації кісткового мозку. окрім цього, циклоспорин застосовується для лікування автоімунних захворювань, зокрема ревматоїдного артриту, псоріазу, атопічного дерматиту, нефротичного синдрому, заднього увеїту (в тому числі при синдромі Бехчета) Циклоспорин може також застосовуватися для лікування неспецифічного виразкового коліту, резистентного до лікування кортикостероїдами. У вигляді очної емульсії циклоспорин також застосовується місцево для збільшення продукції сльозної рідини у хворих сухим кератокон'юнктивітом. Проведені дослідження застосування циклоспорину як нейропротектора при черепно-мозковій травмі із пошкодженням мозку. Проте застосування циклоспорину має й ряд суттєвих недоліків. Зокрема, експериментально встановлено, що застосування циклоспорину може призвести до розвитку лімфом. Частими при застосуванні циклоспорину є побічні ефекти з боку нирок. Нефротоксичність циклоспорину спричинена його дією на мітохондрії, що полягає у його взаємодії з мембраною мітохондрій клітин нирок (особливо їх мозкової частини), пошкоджуючи в терапевтичних дозах кальцій-індуковану проникність мембран, а в токсичних дозах також швидкість фосфорилювання АДФ. Найтоксичнішим серед різновидів циклоспорину є циклоспорин G, найменш токсичним є циклоспорин А. При застосуванні циклоспорину можуть спостерігатися олігурія, зниження швидкості клубочкової секреції, підвищення рівня креатиніну в крові, пряме пошкодження канальців нирок та дрібних судин нирок, затримка рідини та симптоматична ниркова артеріальна гіпертензія. Нефротоксичність циклоспорину може спостерігатися як при трансплантації нирок, так і інших органів, а також під час лікування циклоспорином автоімунних захворювань.

### Фармакокінетика
Циклоспорин швидко всмоктується після перорального застосування, біодоступність препарату при пероральному застосуванні значно варіює, та становить у різних осіб від 20 до 50 %. Максимальна концентрація препарату досягається протягом 1—5 годин після перорального застосування. Циклоспорин розподіляється в організмі переважно поза межами кровоносного русла, проте частково зв'язується з клітинами крові, як лейкоцитами, так і еритроцитами. Циклоспорин також майже повністю (на 90 %) зв'язується з білками плазми крові. Метаболізується препарат у печінці із утворенням близько 15 неактивних метаболітів. Виводиться циклоспорин із організму переважно із жовчю (на 90 %), лише 6 % препарату виводиться із сечею. Період напіввиведення циклоспорину становить у середньому 6,3 години, при важких порушеннях функції печінки цей час збільшується до 20,4 години.

## Показання до застосування
Циклоспорин застосовується для профілактики реакції відторгнення трансплантату при трансплантації нирки, печінки, серця, легень, підшлункової залози або комбінованого трансплантату, профілактика реакції відторгнення при трансплантації кісткового мозку, лікування реакцій відторгнення трансплантату після невдалого застосування інших імунодепресантів, профілактики та лікування реакції «трансплантат проти господаря»; при важкому перебігу псоріазу, ревматоїдного артриту, атопічного дерматиту, резистентного до терапії глюкокортикоїдами нефротичного синдрому, при резистентному до інших видів терапії увеїті; місцево для збільшення виділення сльоної рідини при сухому кератокон'юнктивіті.

## Побічна дія
При застосуванні циклоспорину побічні ефекти спостерігаються досить часто. Серед побічних ефектів циклоспорину найчастішими є:
- Алергічні реакції та з боку шкірних покривів — висипання на шкірі, гіпертрихоз.
- З боку травної системи — гіпертрофія ясен, нудота, блювання, діарея, анорексія, біль у животі, панкреатит, порушення функції печінки.
- З боку нервової системи — загальна слабкість, запаморочення, головний біль, парестезії, тремор, судоми.
- З боку серцево-судинної системи — артеріальна гіпертензія.
- Інші побічні ефекти — гінекомастія, тромбоцитопенія, тромбоцитопенічна пурпура, носова кровотеча, петехії.
- З боку опорно-рухового апарату — спазми м'язів, м'язова слабість, міопатія.
- З боку сечостатевої системи — порушення функції нирок (іноді із структурними змінами), може спостерігатися гемолітичний уремічний синдром, зворотні дисменорея і аменорея.
- Зміни в лабораторних аналізах — анемія, гемолітична анемія, тромбоцитопенія, гіпомагніємія, гіперкаліємія, підвищення рівня креатиніну та сечовини в крові, підвищення рівня сечової кислоти в крові, підвищення рівня білірубіну в крові, підвищення рівня активності ферментів печінки в крові.
- Місцеві реакції (при застосуванні очної емульсії) — місцеві алергічні реакції, відчуття припікання в оці, гіперемія кон'юнктиви, біль у оці, виділення з ока, відчуття стороннього тіла в оці, свербіж у оці, порушення зору.

## Протипокази
Циклоспорин протипоказаний при застосуванні при трансплантації органів лише при підвищеній чутливості до препарату. При застосуванні при системних захворюваннях, псоріазі та атопічному дерматиті препарат протипоказаний при злоякісних пухлинах, неконтрольованій артеріальній гіпертензії, гострих інфекційних захворюваннях, порушенні функції нирок (окрім лікування нефротичного синдрому), при застосуванні очної емульсії — гострі інфекційні захворювання очей та особам у віці до 18 років.

## Форми випуску
Циклоспорин випускається у вигляді желатинових капсул по 0,01; 0,025; 0,05 та 0,1 г; розчину для перорального застосування із вмістом циклоспорину 100 мг на 1 мл розчину по 50 і 100 мл; концентрату для приготування розчину для внутрішньовенних інфузій у ампулах по 1 мл 5 % розчину; у вигляді очної емульсії по 0,05 % розчину по 0,4 мл.

## Застосування у ветеринарії
Циклоспорин застосовується у ветеринарії для лікування атопічного дерматиту в собак та котів, а також у випадках імунної гемолітичної анемії.

#### Застосування в лікуванні коронавірусної хвороби 2019
Зважуючи на імуносупресивні властивості препарату його застосовано в комплексному лікуванні коронавірусної хвороби 2019 (COVID-19). У реальних клінічних умовах пригнічення запального шляху кальциневрину, NF-kB, завдяки використанням циклоспорину A (CsA) показало
статистично достовірне зменшення шансів померти госпіталізованим пацієнтам з тяжкими формами хвороби. Це спостерігалося серед тих пацієнтів, які мали фонові супутні захворювання і фактори ризику. За думкою авторів, циклоспорин, який вони застосували як внутрішньо, так і внутрішньовенно, здатний зменшити надмірну імунну реакцію на 2-3-у тижнях хвороби.